# Nongshim
Nongshim est une entreprise agroalimentaire sud-coréenne basée à Séoul. La société a été créée sous le nom Lotte Industrial Company en 1965 et a changé son nom en Nongshim en mars 1978.
Le logo actuel de Nongshim, dévoilé en 1991 représente une graine. En 2003, l'entreprise est passé à un système de holding et est devenue une filiale de Nongshim Holdings.

## Histoire

### 1965 à 1979
Le 18 septembre 1965, Nongshim a été fondée sous le nom de Lotte Food Industrial Company à Séoul, en Corée du Sud par Shin Choon-ho. Bien que Choon-ho fut le frère de Shin Kyuk-ho, fondateur de la Lotte Corporation, les deux entreprises étaient indépendantes l'une de l'autre. Lorsque Nongshim a sorti sa première recette de ramen, Lotte Ramyun ( 롯데 라면 )  en 1965 elle avait 7 concurrents sur ce marché,.

## Produits
Nongshim commercialise des nouilles instantanées (une quarantaine de marques, dont Shin Ramyun et Chapagetti), des snacks et depuis 2012 de l'eau en bouteille.